# جوان فاکس
جوان فاکس (انگلیسی: Joanne Fox؛ زادهٔ ۱۲ ژوئن ۱۹۷۹) بازیکن زن واترپلو اهل استرالیا بود.
وی در مسابقات کشوری و بین‌المللی در مجموع برندهٔ ۱ مدال طلا شده‌است.